# Boogie with Stu
Boogie with Stu è il tredicesimo brano - settimo nel lato D del secondo disco - dell'album in studio Physical Graffiti del gruppo musicale britannico Led Zeppelin, pubblicato il 24 Febbraio 1975. Il brano presenta le firme di Bonham, Jones, Page, Plant e di Mrs. Valens e Ian "Stu" Stewart.

## Descrizione

### Genesi del brano
Il brano risale al 1971, durante le registrazioni di Led Zeppelin IV a Headley Grange: i Led Zeppelin stavano registrando nello studio mobile dei Rolling Stones e a sorvegliarli c'era il loro pianista, Ian "Stu" Stewart, il quale prima svolge il ruolo di tecnico, per poi essere incluso nella registrazione di Rock and Roll in una parte in stile Boogie-woogie; successivamente, i cinque improvvisarono una jam session sempre con Stewart al pianoforte mentre Page suonò un mandolino tra il genere Country e Blues e Plant una chitarra acustica. Il brano si conclude con le percussioni di Bonham e delle risate.

## Controversie

### Cause legali per i diritti d'autore
Il testo di "Boogie with Stu" deriva dal brano "Ooh! My Head" di Ritchie Valens (il quale deriva a sua volta da "Ooh! My Soul" di Little Richard); per questo motivo, la madre di Evans Concepcion Reyes Valenzuela fece una prima causa, da cui ricavò soldi solamente dai diritti d'autore di Boogie with Stu in quanto citata tra gli autori. Nel 1979, però, fu fatta nuovamente causa ai Led Zeppelin per i diritti d'autore.

## Formazione
- Robert Plant - voce, chitarra acustica
- Jimmy Page - mandolino
- John Paul Jones - basso
- John Bonham - batteria
- Ian Stewart - pianoforte